# Стар-Лейк (Нью-Йорк)
Стар-Лейк (англ. Star Lake) — переписна місцевість (CDP) в США, в окрузі Сент-Лоуренс штату Нью-Йорк. Населення — 631 особа (2020).

## Географія
Стар-Лейк розташований за координатами 44°10′10″ пн. ш. 75°2′20″ зх. д. / 44.16944° пн. ш. 75.03889° зх. д. (44.169532, -75.038902).  За даними Бюро перепису населення США в 2010 році переписна місцевість мала площу 12,34 км², з яких 11,23 км² — суходіл та 1,10 км² — водойми.

## Демографія
Згідно з переписом 2010 року, у переписній місцевості мешкало 809 осіб у 337 домогосподарствах у складі 221 родини. Густота населення становила 66 осіб/км².  Було 528 помешкань (43/км²).
Расовий склад населення:
| - 96,4 % — білих - 0,7 % — азіатів - 0,4 % — корінних американців - 0,2 % — чорних або афроамериканців |

До двох чи більше рас належало 1,9 %. Частка іспаномовних становила 2,1 % від усіх жителів.
За віковим діапазоном населення розподілялося таким чином: 20,5 % — особи молодші 18 років, 60,0 % — особи у віці 18—64 років, 19,5 % — особи у віці 65 років та старші. Медіана віку мешканця становила 46,2 року. На 100 осіб жіночої статі у переписній місцевості припадало 105,3 чоловіків;  на 100 жінок у віці від 18 років та старших — 108,1 чоловіків також старших 18 років.
Середній дохід на одне домашнє господарство  становив 50 397 доларів США (медіана — 41 750), а середній дохід на одну сім'ю — 58 466 доларів (медіана — 48 917). За межею бідності перебувало 18,4 % осіб, у тому числі 22,2 % дітей у віці до 18 років та 21,2 % осіб у віці 65 років та старших.
Цивільне працевлаштоване населення становило 249 осіб. Основні галузі зайнятості: освіта, охорона здоров'я та соціальна допомога — 37,3 %, будівництво — 17,3 %, роздрібна торгівля — 11,6 %, мистецтво, розваги та відпочинок — 6,4 %.